# Jack van Maaswaal
Jacobus J.M. (Jack) van Maaswaal (1960) is een Nederlands generaal-majoor buiten dienst van de Landmacht.

## Militaire carrière
Van Maaswaal startte zijn militaire loopbaan in 1978 aan de Koninklijke Militaire Academie (KMA)als cadet bestemd voor het Korps Luchtdoelartillerie  van het Wapen der Artillerie.
Vanaf 1982 vervulde Van Maaswaal als tweede, eerste luitenant en kapitein in diverse leidinggevende functies bij de lichte luchtdoelartillerie en pantserluchtdoelartillerie. Als kapitein was hij onder andere plaatsvervangend commandant van 13 Pantserluchtdoelartilleriebatterij (13 Paluabt), waarmee hij in 1988 de Lkol Maasprijs won.
Daarna volgde hij de Hogere Krijgsschool waarna hij meer beleidsvormende functies binnen staven kreeg, zowel nationaal als internationaal.
In 2001 werd Van Maaswaal als lid van SFOR uitgezonden naar Bosnië.
Van 2006 tot mei 2008 was Van Maaswaal als kolonel commandant van de KMS in Weert, het opleidingsinstituut voor onderofficieren van de landmacht., Op 16 mei 2008 nam kolonel Piet van der Sar het commando van hem over.
Vervolgens nam hij deel aan de Leergang Topmanagement Defensie, dat de deelnemers op het Instituut Clingendael klaarstoomt voor functies op politiek-bestuurlijk niveau. Hij werd daarna geplaatst bij de Nederlandse delegatie op het NAVO-hoofdkwartier in Brussel.
Vervolgens werd Van Maaswaal als ACOS G6 (Hoofd Stafsectie G6) geplaatst bij de staf van het Eerste Duits-Nederlandse Legerkorps (1 (GE/NL) Corps) in Münster.
In 2013 werd Van Maaswaal aangewezen voor een uitzending naar Afghanistan waar hij deel uitmaakte van de staf van de Duitse Generalmajor Jörg Vollmer, de Regional Commander North van ISAF in Mazar-i-Sharif.
Door deze ervaring in het werken met Duitsers werd Van Maaswaal in 2014 belast met de integratie van de Nederlandse 11 Luchtmobiele Brigade in de Duitse Division Schnelle Kräfte (DSK), waarvan het hoofdkwartier zich bevindt in Stadtallendorf. Hij werd op 2 januari 2014 bevorderd tot brigadegeneraal. en toen de 11 Luchtmobiele Brigade op 12.juni 2014 onder bevel werd gesteld van de DSK werd hij plaatsvervangend commandant van de Division Schnelle Kräfte (DSK). Van Maaswaals KMA-jaargenoot en vriend brigadegeneraal Hans Hoogstraten volgde hem in deze functie op.
Zijn laatste functie was weer in Brussel op het NAVO-hoofdkwartier. Op 12 mei 2016 werd Van Maaswaal bevorderd tot generaal-majoor en werd als SACEUR Representative geplaatst bij de NAVO.
In augustus 2019 ging hij met functioneel leeftijdsontsslag.

## Na defensie
Op 6 januari 2020 begon Van Maaswaal als directeur van de stichting VNB, een non-profit organisatie die al sinds 1883 bedevaarten naar Lourdes organiseert en sinds 1948 ook naar andere bestemmingen die een belangrijke rol in het katholieke geloof vervullen of hebben vervuld.

## Privé
Van Maaswaal is gehuwd en heeft twee dochters. Hij woont in Heel.

## Decoraties
- Herinneringsmedaille Vredesoperaties
- Onderscheidingsteken voor Langdurige Dienst als officier met jaarteken XXXV[18][noot 7]
- Landmachtmedaille)
- Kruis voor betoonde marsvaardigheid met cijfer 3
- Vaardigheidsmedaille van de Nederlandse Sport Federatie (NSF)
- Kruis van de Koninklijke Vereniging van Nederlandse Reserve-Officieren voor de Militaire Prestatietocht
- NAVO-medaille (SFOR)
- NAVO-medaille (ISAF)
- Ereteken van de Bundeswehr in goud (Duitsland)[11][19]

Verder is Van Maaswaal gerechtigd tot het dragen van:
- Parachutistenbrevet B
- Hogere Militaire Vorming (Hogere Krijgsschool) ('Gouden zon')
- Herinneringsembleem luchtmobiele brigade[noot 8]